# Sûreté du Québec
Der Sûreté du Québec (SQ) ist der Polizeidienst der kanadischen Provinz Québec. Mit rund 5500 Polizeibeamten und zivilen Angestellten ist der SQ die größte Polizeibehörde der französischsprachigen Provinz.

## Aufgaben und Geschichte
1663 patrouillierten in Ville-Marie erstmals Wachtmeister, in der Regel handelte es sich dabei um Soldaten, gelegentlich auch um Zivilisten. Am 15. März 1843 erfolgte die formelle Gründung des Département de police de Montréal, Vorläufer des heutigen Service de police de la Ville de Montréal. 
Das Aufgabengebiet Recht und Ordnung einschließlich der Durchsetzung des Strafrechts und die entsprechende provinzielle Gesetzgebung liegt in Kanada im Zuständigkeitsbereich der Provinzen und Territorien. Am 1. Februar 1870 gründete die Regierung der Provinz Québec zu diesem Zweck die Police provinciale du Québec. In den Jahren 1929 und 1930 wurde die Struktur des Dienstes reformiert und die Behörde nahm den neuen Namen Sûreté provinciale du Québec an, der später zu ihrem heutigen Namen verkürzt wurde.
Für die Durchsetzung des Bundesrechts ist auch in Québec die nationale Polizei Kanadas, die Royal Canadian Mounted Police (französisch Gendarmerie royale du Canada, GRC) zuständig.

## Organisation
Leiter der Sûreté ist aktuell Étienne Roy im Rang eines Directeur-general.
Die Sûreté bietet Polizeidienste für Gebiete in Québec an, die nicht von einer regionalen oder kommunalen Polizeidienststelle überwacht werden.
Sie ist in folgende Distrikte gegliedert:

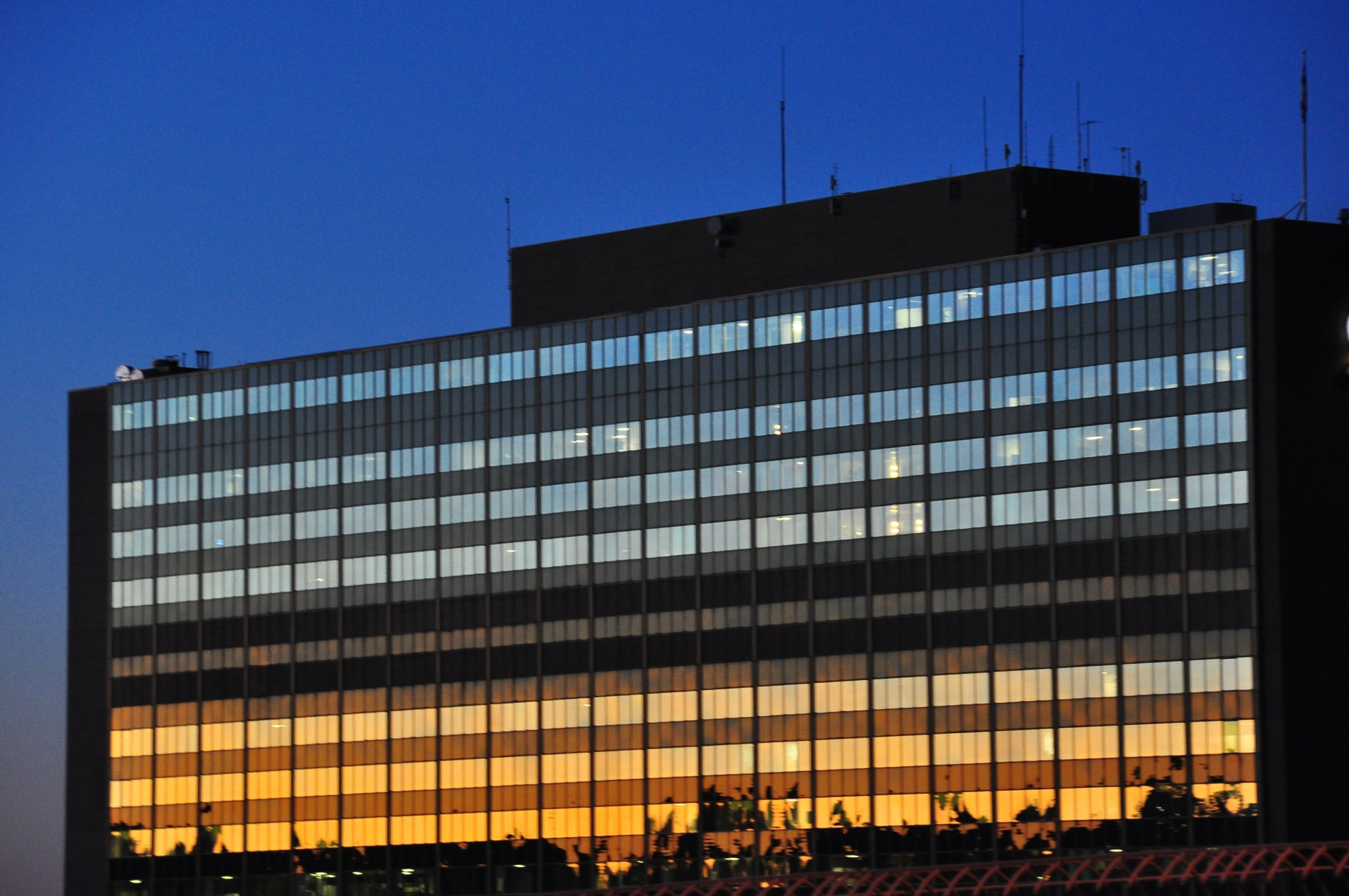
Die oberen Stockwerke des SQ-Hauptsitzes in Montreal

1. Bas-Saint-Laurent-Gaspésie-Îles-de-la-Madeleine
2. Saguenay-Lac-Saint-Jean
3. Capitale-Nationale-Chaudière-Appalaches
4. Mauricie-Centre-du-Québec
5. Estrie
6. Montréal-Laval-Laurentides-Lanaudière
7. Outaouais
8. Abitibi-Témiscamingue-Nord-du-Québec
9. Côte-Nord
10. Montérégie